# Pablo Martínez Andrés
Pablo Martínez Andrés, més conegut com a Pablo Martínez, (Madrid, 22 de febrer de 1998) és un futbolista espanyol que juga com a migcampista al Llevant UE.

## Carrera esportiva
Format al futbol base de l'Agrupación Deportiva Alcorcón, va passar per les diferents categories del club, inclòs l'Alcorcón B fins a arribar al primer equip, amb el qual va debutar a LaLiga Smartbank en partit davant el CD Tenerife la temporada 2017-18.
La temporada 2018-19 va marxar cedit a la UD Sanse, del Grup I de la Segona Divisió B, equip amb el qual va disputar 33 partits i va marcar 5 gols.
L'estiu de 2019, va signar per l'Atlètic Llevant per jugar en el Grup III de la Segona Divisió B i debutaria amb el primer equip del Llevant UE en partit oficial de Copa del Rei i LaLiga.
El migcampista madrileny va debutar l'1 de desembre de 2019 amb el primer equip, en un partit de Primera Divisió enfront del Getafe CF.
El 2 d'octubre de 2020 es va fer oficial la seva incorporació al CD Mirandés de LaLiga SmartBank cedit per una temporada.